# Moskwicz 426/427

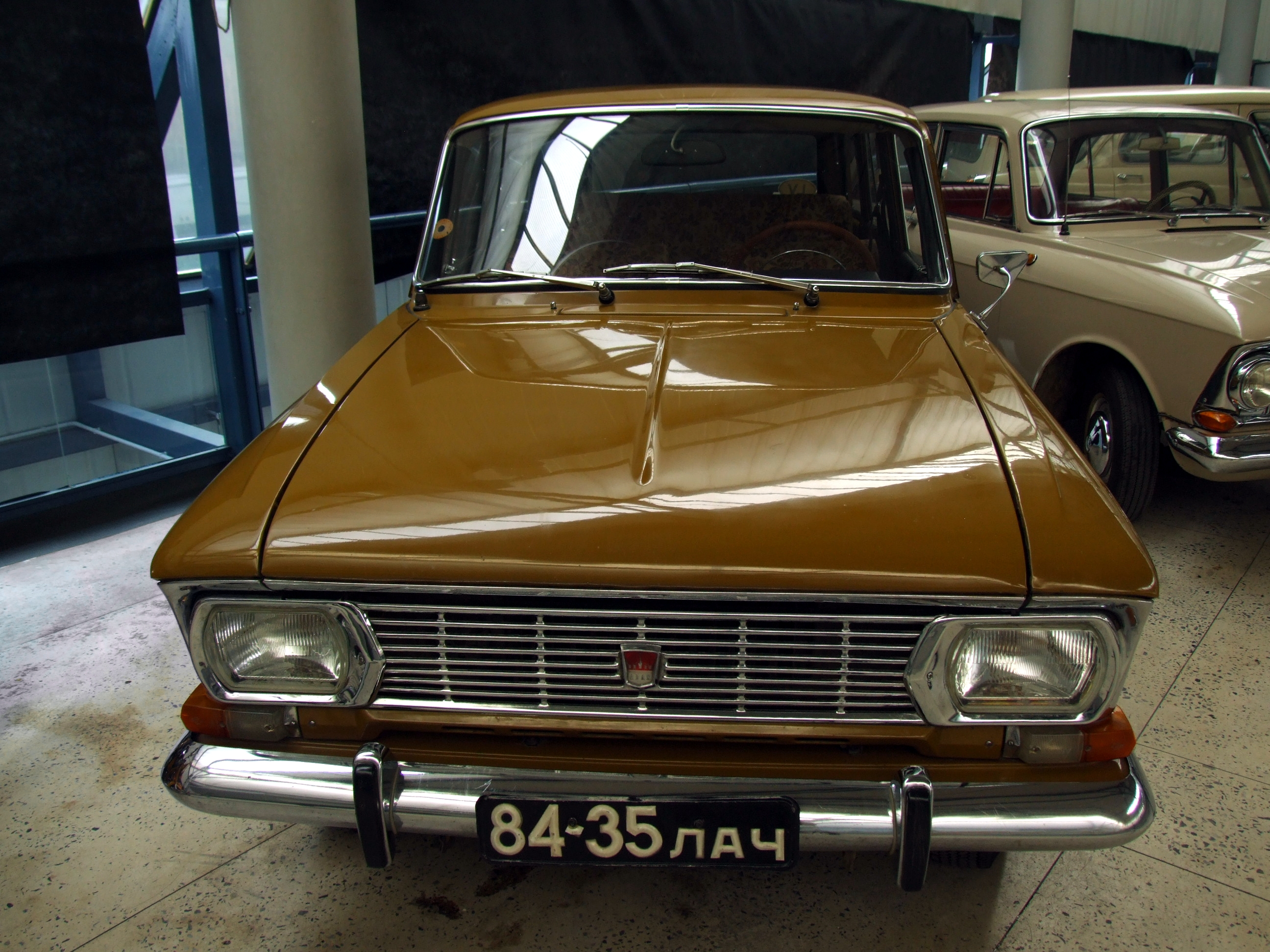
Moskwicz 426 po modernizacji

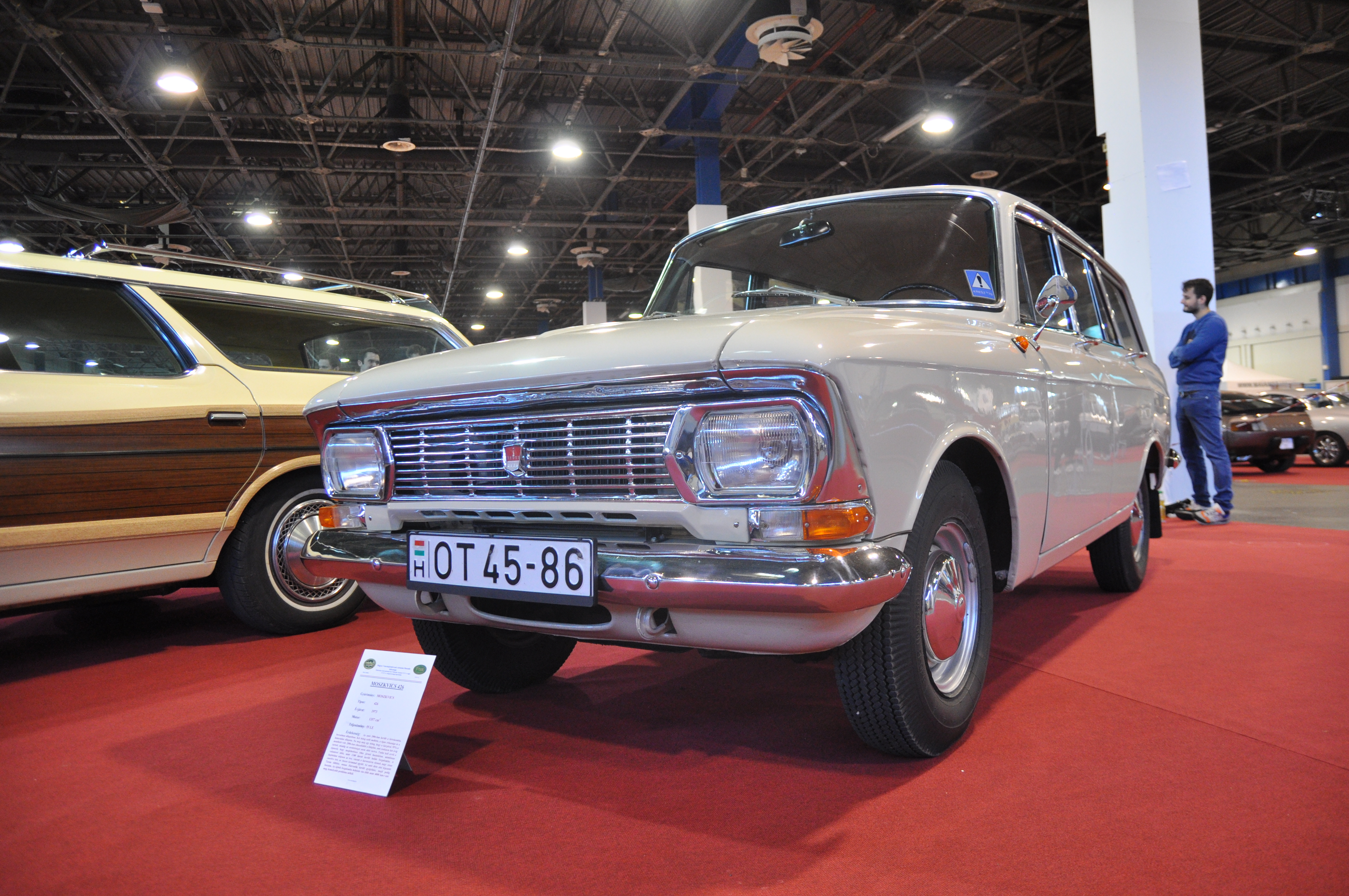
Moskwicz 427

Moskwicz 426 i 427 – samochody osobowe z nadwoziem kombi produkowane przez radzieckie zakłady AZLK w latach 1967 – 1976.

## Historia i rozwój modelu
Samochód Moskwicz 426 stanowił odmianę kombi sedana Moskwicz 408, który w połowie lat 60. zapoczątkował trzecią generację samochodów Moskwicz. Zastąpił on kombi Moskwicz 423/424, oparte na starszej rodzinie samochodów z lat 50. Wariant kombi opracowywany był równolegle z sedanem, lecz jego produkcję rozpoczęto dopiero wiosną 1967 - dwa i pół roku po premierze sedana. Napęd Moskwicza 426 stanowił ten sam, przestarzały już i stosunkowo słaby silnik o pojemności 1,4l (1358 cm³), wywodzący się konstrukcyjnie jeszcze z przedwojennej niemieckiej jednostki Opla Kadetta K38. Od 1968 roku produkowano model kombi Moskwicz 427, odpowiadający sedanowi Moskwicz 412, różniący się nowym silnikiem o pojemności 1,5l i półtorakrotnie większej mocy (75 KM).
Obie odmiany silnikowe były produkowane równolegle, z powodu niewystarczającej produkcji silników 1,5l, przy tym słabsza, lecz prostsza jednostka napędowa 1,4l okazała się nawet bardziej odpowiednia dla słabiej zaludnionych części kraju, z gorzej rozwiniętą siecią serwisową. Podobnie, jak sedany 408 i 412, oba kombi nie różniły się od siebie zewnętrznie. Wczesne serie miały dwa lub, w wykonaniu przeznaczonym głównie na eksport, cztery okrągłe reflektory. Oba samochody następnie były stopniowo modernizowane, analogicznie do sedanów. Samochody wersji 426 miały dźwignię zmiany biegów przy kolumnie kierownicy, a 427 - w podłodze. 
Oprócz tylnej części nadwozia, w tym nowej ramki tylnych drzwi, wersje kombi miały szereg innych różnic w stosunku do sedanów. Przede wszystkim miały bardziej wytrzymałe, szersze i krótsze resory tylne, przejęte z poprzednich modeli kombi 423/424. Ładowność samochodu była określona na 250 kg. Także przekładnia główna została zaadaptowana ze starszych modeli i miała przełożenie 4,55 zamiast 4,22, przez co samochody zyskały na dynamice w porównaniu z sedanami. Opracowano też dla nich specjalne wzmocnione opony diagonalne M-100, o nieco większej średnicy, odpowiadającej 14 calom. Koło zapasowe przewożone było pod podnoszoną metalową podłogą bagażnika, co, w połączeniu z miejscem na tylny most, powodowało, że podłoga bagażnika przebiegała dość wysoko. Oparcie tylnej kanapy było składane, zwiększając przestrzeń bagażową (było ono z zewnątrz wyłożone blachą z podłużnymi wzmocnieniami, analogicznie do podłogi bagażnika). Wlew paliwa był umieszczony w tylnej ściance po lewej stronie, obok drzwi (symetrycznie do światła cofania).
Od 1970 roku produkowano samochody z unowocześnionym przodem nadwozia, w ślad za sedanami, natomiast tył pozostał bez zmian. Przede wszystkim, okrągłe reflektory zastąpiono przez prostokątne, importowane z NRD (w sześciokątnych chromowanych oprawach). Zgodnie z europejskimi tendencjami w dziedzinie bezpieczeństwa, nowe nadwozie miało strefy zgniotu z przodu. W seryjnym wyposażeniu pojawiły się pasy bezpieczeństwa. Stopniowo wprowadzono także do produkcji miękkie bezpieczne poliuretanowe nakładki na metalową deskę przyrządów i wewnętrzne elementy nadwozia (wcześniej w modelu 427). Początkowo samochody miały dwudzielne drzwi z tyłu, otwierane do góry i na dół. Ponieważ nie okazało się to praktyczne, od końca 1972 roku produkowano samochody ze standardowymi drzwiami, otwieranymi w całości do góry. 
Wyróżniano modele, oznaczane dodatkową literą: E (ros. Э) - eksportowy, IE (ИЭ) - zmodernizowany eksportowy, Ju (Ю) -eksportowy dla krajów o gorącym klimacie, P (П) - dla krajów o ruchu prawostronnym. Zbliżoną wersją nadwoziową do kombi 426/427 były trzydrzwiowe furgony 433/434.

## Produkcja i sprzedaż
Do rozpoczęcia produkcji WAZ-2102 Żyguli (Łady) w 1971 roku, Moskwicze modelu 426/427 były jedynymi radzieckimi samochodami kombi dostępnymi dla prywatnych użytkowników. Pomimo jednak dużego zainteresowania ludności praktycznymi wersjami kombi, jedynie ograniczone ilości trafiały do wolnej sprzedaży w ZSRR, natomiast (w odróżnieniu od WAZ-2102) większość trafiała jako samochody służbowe do przedsiębiorstw państwowych oraz różnych organizacji, służb i instytucji (jak telewizja, film i poczta). Znaczna część samochodów była eksportowana, w tym do państw zachodnich, gdzie cieszyły się na ogół większym zainteresowaniem, niż sedany. Wersja eksportowa Moskwicz 427P z kierownicą po prawej stronie była używana też w ZSRR przez Ministerstwo Łączności dla pracowników opróżniających skrzynki pocztowe i automaty telefoniczne (nie musieli oni obchodzić samochodu po zaparkowaniu przy krawężniku). Samochody przeznaczone na eksport można było kupić też w kraju, w walutowych sklepach Bieriozka (odpowiednik Pewexu). Dopiero około połowy lat 70., kiedy zmniejszył się eksport, wzrosła dostępność modeli kombi na rynku krajowym. 
W 1969 roku Moskwicz 426 w Wielkiej Brytanii kosztował 699 funtów, w 1975 roku Moskwicz 427 - 1175 funtów.
W wersji Moskwicz 427 wyprodukowano w latach 1968-1976 32 849 samochodów. Liczne samochody Moskwicz 426 wyposażano jednak także w silnik 1,5l podczas remontów.
Planowano podjąć produkcję kombi Moskwicz 427 także w zakładach Iżmasz w Iżewsku i w 1970 roku zmontowano ich tam niewielką partię z części (różniły się atrapą chłodnicy), lecz ostatecznie nie uruchomiono tam ich produkcji.

## Dane techniczne (Moskwicz 427)
Główne źródło:
- Nadwozie: samonośne, stalowe, 5-drzwiowe, 5-miejscowe
- Długość/szerokość/wysokość: 4120 / 1550 / 1480 mm
- Rozstaw osi: 2400 mm
- Rozstaw kół przód/tył: 1247 / 1237 mm
- Szerokość kanapy tylnej: 1260 mm
- Masa własna: 1100 kg
- Masa całkowita: 1500 kg
- Prześwit pod osiami: 178 mm
- Pojemność bagażnika: ?

- Silnik: UZAM-412 - gaźnikowy, 4-suwowy, 4-cylindrowy rzędowy, górnozaworowy OHC, chłodzony cieczą, umieszczony podłużnie z przodu, napędzający koła tylne
- Pojemność skokowa: 1478 cm³
- Średnica cylindra / skok tłoka: 82/70 mm
- Moc maksymalna: 75 KM przy 5800 obr./min
- Maksymalny moment obrotowy: 11,4 kgf · m przy  3-3,8 tys. obr./min
- Stopień sprężania: 8,8:1
- Gaźnik: K-126N
- Skrzynia przekładniowa mechaniczna 4-biegowa, biegi do przodu zsynchronizowane, z dźwignią w podłodze
- Przekładnia główna: hipoidalna, o przełożeniu 4,55:1

- Zawieszenie przednie: niezależne, poprzeczne wahacze resorowane sprężynami, teleskopowe amortyzatory hydrauliczne
- Zawieszenie tylne: zależne, sztywna oś na podłużnych resorach półeliptycznych, teleskopowe amortyzatory hydrauliczne
- Hamulce przednie i tylne bębnowe hydrauliczne, ze wspomaganiem; hamulec ręczny mechaniczny na koła tylne
- Ogumienie o wymiarach 6,00-13" lub 5,90-13" (lub większej średnicy)[b]

- Prędkość maksymalna: 140 km/h
- Zużycie paliwa: 8,8 l/100 km przy V=80 km/h
- Przyspieszenie 0-100 km/h: ?